# Lijst van gemeenten in het departement Sarthe
Hieronder volgt een lijst van de 370 gemeenten (communes) en voormalige gemeenten in het Franse departement Sarthe (departement 72).

## A
Aigné
- Aillières-Beauvoir
- Allonnes
- Amné
- Ancinnes
- Arçonnay
- Ardenay-sur-Mérize
- Arnage
- Arthezé
- Asnières-sur-Vègre
- Assé-le-Boisne
- Assé-le-Riboul
- Aubigné-Racan
- Les Aulneaux
- Auvers-le-Hamon
- Auvers-sous-Montfaucon
- Avesnes-en-Saosnois
- Avessé
- Avezé
- Avoise

## B
Le Bailleul
- Ballon
- La Bazoge
- Bazouges-sur-le-Loir
- Beaufay
- Beaumont-sur-Dême
- Beaumont-Pied-de-Bœuf
- Beaumont-sur-Sarthe
- Beillé
- Berfay
- Bernay-en-Champagne
- Bérus
- Bessé-sur-Braye
- Béthon
- Blèves
- Boëssé-le-Sec
- Bonnétable
- La Bosse
- Bouër
- Bouloire
- Bourg-le-Roi
- Bousse
- Brains-sur-Gée
- Le Breil-sur-Mérize
- Brette-les-Pins
- Briosne-lès-Sables
- La Bruère-sur-Loir
- Brûlon

## C
Cérans-Foulletourte
- Chahaignes
- Challes
- Champagné
- Champfleur
- Champrond
- Changé
- Chantenay-Villedieu
- La Chapelle-aux-Choux
- La Chapelle-d'Aligné
- La Chapelle-du-Bois
- La Chapelle-Gaugain
- La Chapelle-Huon
- La Chapelle-Saint-Aubin
- La Chapelle-Saint-Fray
- La Chapelle-Saint-Rémy
- La Chartre-sur-le-Loir
- Chassillé
- Château-du-Loir
- Château-l'Hermitage
- Chaufour-Notre-Dame
- Chemiré-en-Charnie
- Chemiré-le-Gaudin
- Chenay
- Chenu
- Chérancé
- Chérisay
- Cherré
- Cherreau
- Le Chevain
- Chevillé
- Clermont-Créans
- Cogners
- Commerveil
- Conflans-sur-Anille
- Congé-sur-Orne
- Conlie
- Connerré
- Contilly
- Cormes
- Coudrecieux
- Coulaines
- Coulans-sur-Gée
- Coulombiers
- Coulongé
- Courcebœufs
- Courcelles-la-Forêt
- Courcemont
- Courcival
- Courdemanche
- Courgains
- Courgenard
- Courtillers
- Crannes-en-Champagne
- Cré-sur-Loir
- Crissé
- Crosmières
- Cures

## D
Dangeul
- Degré
- Dehault
- Dissay-sous-Courcillon
- Dissé-sous-Ballon
- Dissé-sous-le-Lude
- Dollon
- Domfront-en-Champagne
- Doucelles
- Douillet
- Duneau
- Dureil

## E
Écommoy
- Écorpain
- Épineu-le-Chevreuil
- Étival-lès-le-Mans
- Évaillé

## F
Fatines
- Fay
- Fercé-sur-Sarthe
- La Ferté-Bernard
- Fillé
- La Flèche
- Flée
- La Fontaine-Saint-Martin
- Fontenay-sur-Vègre
- Fresnay-sur-Sarthe
- Fyé

## G
Gesnes-le-Gandelin
- Grandchamp
- Le Grand-Lucé
- Gréez-sur-Roc
- Le Grez
- Guécélard
- La Guierche

## J
Jauzé
- Joué-en-Charnie
- Joué-l'Abbé
- Juigné-sur-Sarthe
- Juillé
- Jupilles

## L
La Flèche
- Laigné-en-Belin
- Lamnay
- Lavardin
- Lavaré
- Lavenay
- Lavernat
- Lhomme
- Ligron
- Livet-en-Saosnois
- Lombron
- Longnes
- Louailles
- Loué
- Louplande
- Louvigny
- Louzes
- Le Luart
- Luceau
- Lucé-sous-Ballon
- Luché-Pringé
- Le Lude

## M
Maigné
- Maisoncelles
- Malicorne-sur-Sarthe
- Mamers
- Le Mans
- Mansigné
- Marçon
- Mareil-en-Champagne
- Mareil-sur-Loir
- Maresché
- Marigné-Laillé
- Marollette
- Marolles-les-Braults
- Marolles-lès-Saint-Calais
- Mayet
- Les Mées
- Melleray
- Meurcé
- Mézeray
- Mézières-sur-Ponthouin
- Mézières-sous-Lavardin
- La Milesse
- Moitron-sur-Sarthe
- Moncé-en-Belin
- Moncé-en-Saosnois
- Monhoudou
- Montabon
- Montaillé
- Montbizot
- Montfort-le-Gesnois
- Montmirail
- Montreuil-le-Chétif
- Montreuil-le-Henri
- Mont-Saint-Jean
- Moulins-le-Carbonnel
- Mulsanne

## N
Nauvay
- Neufchâtel-en-Saosnois
- Neuvillalais
- Neuville-sur-Sarthe
- Neuvillette-en-Charnie
- Neuvy-en-Champagne
- Nogent-le-Bernard
- Nogent-sur-Loir
- Notre-Dame-du-Pé
- Nouans
- Noyen-sur-Sarthe
- Nuillé-le-Jalais

## O
Oisseau-le-Petit
- Oizé

## P
Panon
- Parcé-sur-Sarthe
- Parennes
- Parigné-le-Pôlin
- Parigné-l'Évêque
- Notre-Dame-du-Pé
- Peray
- Pezé-le-Robert
- Piacé
- Pincé
- Pirmil
- Pizieux
- Poillé-sur-Vègre
- Poncé-sur-le-Loir
- Pontvallain
- Précigné
- Préval
- Prévelles
- Pruillé-le-Chétif
- Pruillé-l'Éguillé

## Q
La Quinte

## R
Rahay
- René
- Requeil
- Roézé-sur-Sarthe
- Rouessé-Fontaine
- Rouessé-Vassé
- Rouez
- Rouillon
- Rouperroux-le-Coquet
- Ruaudin
- Ruillé-en-Champagne
- Ruillé-sur-Loir

## S
Sablé-sur-Sarthe
- Saint-Aignan
- Saint-Aubin-de-Locquenay
- Saint-Aubin-des-Coudrais
- Saint-Biez-en-Belin
- Saint-Calais
- Saint-Calez-en-Saosnois
- Saint-Célerin
- Sainte-Cérotte
- Saint-Christophe-du-Jambet
- Saint-Christophe-en-Champagne
- Saint-Corneille
- Saint-Cosme-en-Vairais
- Saint-Denis-des-Coudrais
- Saint-Denis-d'Orques
- Saint-Georges-de-la-Couée
- Saint-Georges-du-Bois
- Saint-Georges-du-Rosay
- Saint-Georges-le-Gaultier
- Saint-Germain-d'Arcé
- Saint-Germain-sur-Sarthe
- Saint-Gervais-de-Vic
- Saint-Gervais-en-Belin
- Saint-Hilaire-le-Lierru
- Sainte-Jamme-sur-Sarthe
- Saint-Jean-d'Assé
- Saint-Jean-de-la-Motte
- Saint-Jean-des-Échelles
- Saint-Jean-du-Bois
- Saint-Léonard-des-Bois
- Saint-Longis
- Saint-Maixent
- Saint-Marceau
- Saint-Mars-de-Locquenay
- Saint-Mars-d'Outillé
- Saint-Mars-la-Brière
- Saint-Mars-sous-Ballon
- Saint-Martin-des-Monts
- Saint-Michel-de-Chavaignes
- Sainte-Osmane
- Saint-Ouen-de-Mimbré
- Saint-Ouen-en-Belin
- Saint-Ouen-en-Champagne
- Saint-Paterne
- Saint-Paul-le-Gaultier
- Saint-Pavace
- Saint-Pierre-de-Chevillé
- Saint-Pierre-des-Bois
- Saint-Pierre-des-Ormes
- Saint-Pierre-du-Lorouër
- Saint-Rémy-de-Sillé
- Saint-Rémy-des-Monts
- Saint-Rémy-du-Val
- Sainte-Sabine-sur-Longève
- Saint-Saturnin
- Saint-Symphorien
- Saint-Ulphace
- Saint-Victeur
- Saint-Vincent-des-Prés
- Saint-Vincent-du-Lorouër
- Saosnes
- Sarcé
- Sargé-lès-le-Mans
- Savigné-l'Évêque
- Savigné-sous-le-Lude
- Sceaux-sur-Huisne
- Ségrie
- Semur-en-Vallon
- Sillé-le-Guillaume
- Sillé-le-Philippe
- Solesmes
- Sougé-le-Ganelon
- Souillé
- Souligné-Flacé
- Souligné-sous-Ballon
- Soulitré
- Souvigné-sur-Même
- Souvigné-sur-Sarthe
- Spay
- Surfonds
- La Suze-sur-Sarthe

## T
Tassé
- Tassillé
- Teillé
- Teloché
- Tennie
- Terrehault
- Théligny
- Thoigné
- Thoiré-sous-Contensor
- Thoiré-sur-Dinan
- Thorée-les-Pins
- Thorigné-sur-Dué
- Torcé-en-Vallée
- Trangé
- Tresson
- Le Tronchet
- Tuffé

## V
Vaas
- Valennes
- Vallon-sur-Gée
- Vancé
- Verneil-le-Chétif
- Vernie
- Vezot
- Vibraye
- Villaines-la-Carelle
- Villaines-la-Gonais
- Villaines-sous-Lucé
- Villaines-sous-Malicorne
- Villeneuve-en-Perseigne
- Vion
- Viré-en-Champagne
- Vivoin
- Voivres-lès-le-Mans
- Volnay
- Vouvray-sur-Huisne
- Vouvray-sur-Loir

## Y
Yvré-le-Pôlin
- Yvré-l'Évêque